# Padang Sidempuan
Padang Sidempuan là một thành phố (kota) thuộc tỉnh Bắc Sumatra, Indonesia. Đây là huyện lỵ huyện Nam Tapanuli. Thành phố này có diện tích 114,65 km², dân số theo điều tra năm 2010 là 191.554 người
.